# رافايل رومو
رافايل إنريكي رومو بيريز (بالإسبانية: Rafael Enrique Romo Pérez)‏ الشهير باسم رافايل رومو (مواليد 25 فبراير 1990 في تورين - فنزويلا) لاعب كرة قدم فنزويلي يلعب حاليا لصالح نادي الدرجة الأولى أودينيزي الإيطالي منذ 2009 في مركز حارس . .

## روابط خارجية
- رافايل رومو على موقع الاتحاد الدولي (مؤرشف)  (الإنجليزية)
- رافايل رومو على موقع الدوري الأمريكي (الإنجليزية)
- رافايل رومو على موقع قاعدة بيانات كرة القدم.إي يو (الإنجليزية)
- رافايل رومو على موقع ناشيونال فوتبول تيمز (الإنجليزية)
- رافايل رومو على موقع Soccerway.com (الإنجليزية)
- رافايل رومو على موقع عالم كرة القدم.نت (الإنجليزية)
- رافايل رومو على موقع كووورة
- رافايل رومو على موقع AS.com (الإسبانية)